# 高木翔之助

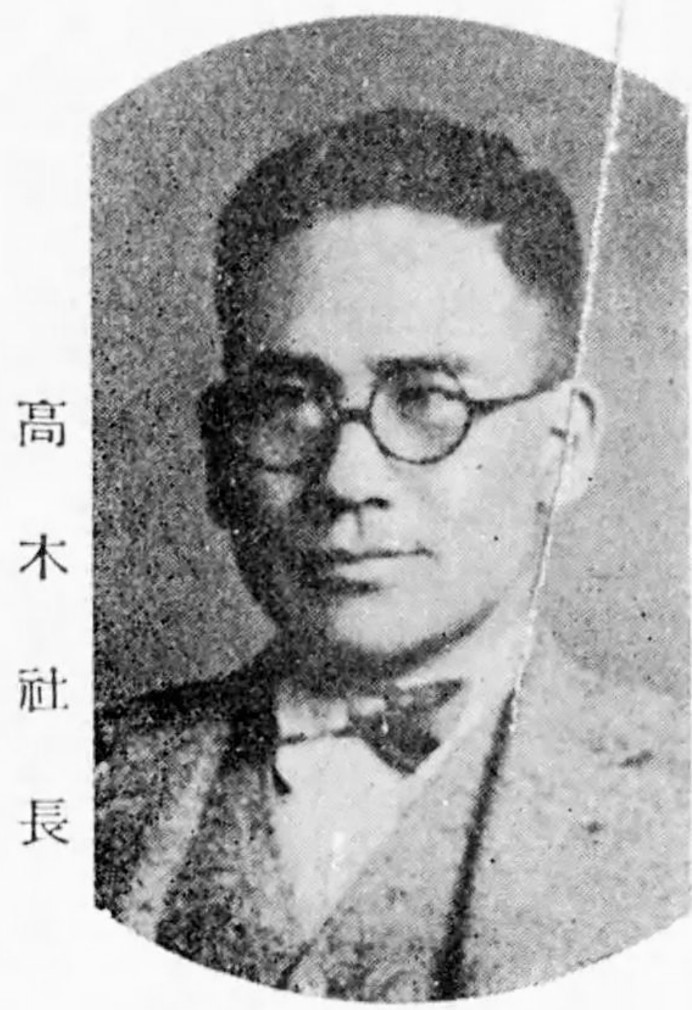
『満洲大観』広告写真（1935年）

高木 翔之助（たかぎ しょうのすけ、1900年〈明治33年〉11月9日 – 1980年〈昭和55年〉）は、昭和のジャーナリスト・文筆家・出版業者。満洲・華北でジャーナリストとして活動し、日本による満洲国・冀東防共自治政府の樹立などを擁護した。その一方で、関東軍による出版弾圧にも激しく抵抗したことで知られる。戦後は地元・群馬県の地方ジャーナリストとして活動した。

## 事績

### 満洲における活動
群馬県佐波郡采女村（現・伊勢崎市）に生まれる。1923年（大正12年）、早稲田大学専門部政治経済科を中退。1925年（大正14年）5月、横浜市で週刊新聞『日本実業新報』を創刊・主宰した。1927年（昭和2年）9月に同紙を廃刊すると満洲に渡り、雑誌『海外之日本』大連支局主任となる。1930年（昭和5年）、満洲経済時報社社長となり、また、国民外交協会を創立して同会書記長となった。
国民外交協会書記長として高木翔之助は満洲国建国運動に従事することになり、満洲青年聯盟の起草委員・創立委員をつとめ、更に『満蒙独立建国論』などの各種著書を刊行した。また、大連新聞社主催の満洲青年議会において、高木は独立青年党に属していたとされる。1932年（昭和7年）に新京で満洲改造社を創立し、月刊誌『満洲改造』を刊行した。
満洲における高木の言論活動は、満洲事変発動や満洲国樹立の正当性を訴えることに重きを置いており、満洲併合すら視野に入れるほどの強硬ぶりであった。その一方で、高木は『満蒙独立建国論』において四族（日満漢蒙）協和の立憲共和国を主張していたことなどもあり、満洲国協和会が掲げた一国一党主義には猛反発して打倒協和会の言論を構えた、とされる。この結果、関東軍から発禁処分を4回も下され、『満洲改造』の広告を打つことが一切できなくなったという。関東軍の出版弾圧に敢然と抵抗した高木だったが、1935年（昭和10年）6月に『満洲改造』は終焉を余儀なくされ、同年11月、高木は天津に移った。

### 華北における活動
高木翔之助は1934年（昭和9年）2月時点で、すでに天津で月刊誌『北支那』を発行していた。翌1935年に『満洲改造』を廃刊して『北支那』に統合し、社名も北支那社としたのである。北支那社からは、自著『冀東政権の正体』なども刊行し、冀東防共自治政府樹立の正当性を訴えた。これとは別に北支那経済通信社も創立し、日刊『北支那経済通信』や『北支・蒙彊年鑑』などを刊行している。また、小澤開作が運営していた華北評論社の『華北評論』で主筆もつとめた。なお、大川周明とも知人であった。
満洲国で関東軍に弾圧され、短期で『満洲改造』を終刊させざるを得なかった高木翔之助だったが、『北支那』については創刊から10年以上継続し、1944年（昭和19年）まで長期刊行された。これは高木のジャーナリズム精神あってのことである旨を新船直孝は指摘している。

### 戦後の活動
戦後は伊勢崎市に移り、内外輿論調査所という会社を立ち上げる。1945年（昭和20年）11月5日、総合雑誌『輿論』を刊行した。創刊号は好評だった模様で、1万号を全国に配布したところ、1部として返本されなかったという。翌1946年（昭和21年）4月に休刊するも、1948年（昭和23年）7月1日に後継誌として月刊誌『群馬公論』を新たに刊行した。『群馬公論』の論調は「保守的」であったと評されたが、その一方で、政治家や企業経営者を集めた座談会を開催し、その議論を詳報していた。
1960年（昭和35年）11月20日投票の第29回衆議院議員総選挙において、高木翔之助は群馬県第1区（定数3）から無所属候補として立候補している。「警職法改正や国会周辺の秩序維持の法案など、社会党の反対でうやむやになってしまった。これは自民党に多数の議席を与えた国民の信頼にそむくものだ」などと主張しつつ出馬した。保守系の候補と目されたが、自民党を含む政党や団体の後援は特に無かった模様である。それに加え、「南米100万人移民」や中国・北朝鮮との政治的交流という独自の主張も見受けられた。なお、選挙結果は僅か4,440票（得票率1.68％、11候補中9位）の惨敗に終わった。
その後も、高木翔之助は『群馬公論』の運営を続け、存命中は群馬公論社社長であり続けた。1980年（昭和55年）、死去。享年81。

## 著作
〔著作・編纂〕
- 『この機会を逃すな 日支両軍交戦の真相と我対策』（満洲経済時報社、1931年）
- 『満蒙独立建国論』（国民外交協会、1932年）
- 『冀東自治』（北支那社、1936年）
- 『冀東政権の正体』（北支那社、1937年）
- 『北支事変とその動向』（北支那社、1937年）
- 『冀東から中華新政権へ』（北支那社、1938年）
- 『蒙疆』（北支那経済通信社、1938年）
- 『北支・蒙疆年鑑』（北支那経済通信社、1939-1944年）